# زبان لیتوانیایی
زبان لیتوانیایی (به لیتوانیایی:lietuvių kalba) زبان رسمی جمهوری لیتوانی‌ست و ۴میلیون گویشور دارد.
لیتوانیایی در کنار زبان لاتویایی دو زبان زنده از خانواده زبان‌های بالتیک می‌باشند. لیتوانیایی زبان دولتی لیتوانی و یکی از زبان‌های رسمی اتحادیه اروپاست.

## تاریخچه
از آنجا که زبان لیتوانیایی هنوز بسیاری از ویژگیهای زبان هند و اروپایی را در خود نگه‌داشته‌است، پس مورد توجه زبان‌شناسان برای پژوهش بر روی زبان یادشده‌است. آنچنان که آنتوان میه زبانشناس نامدار فرانسوی گفته‌است: «هر کس که آرزوی شنیدن شیوه سخن‌راندن هندواروپاییان را دارد باید بیاید و به یک روستایی لیتوانیایی گوش فرا دهد.»
چنین انگاشته می‌شود که زبان‌های بالتیک پس از جدایش از زبان نیاهندواروپایی در کنار زبان‌های اسلاوی یک خانواده را ساخته‌بوده‌اند.

بخش شدن به دو گروه خاوری و باختری در میان زبان‌های بالتیک میان سال‌های ۴۰۰ تا ۶۰۰ میلادی رخ‌داده‌است. جدایش میان دو زبان لیتوانیایی و لاتویایی نیز پس از سال ۸۰۰ (میلادی) رخ داده‌است. دو زبان یادشده پیش از آن دیری به صورت دو گویش از یک زبان در کنار هم می‌زیسته‌اند. دوره این انتقال از دو گویش به دو زبان را میان سده‌های ۱۴ تا ۱۷ میلادی برآورد می‌کنند. دستیابی آلمان‌ها بر بخشی که امروزه برابر با لاتویاست نیز در سده‌های ۱۳ و ۱۴ میلادی بر گسترش این استقلال زبانی اثرگذار بود. 

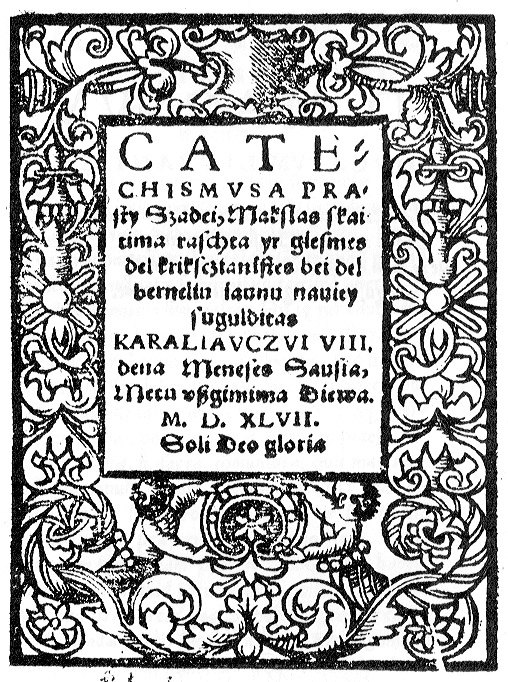
نخستین کتاب به زبان لیتوانیایی از ۱۵۴۷ به نام واژه‌های ساده آموزشی مسیحی نوشته مارتیناس ماژویداس

کهن‌ترین نوشته‌ها به زبان لیتوانیایی سروده‌های آیینی برگردان‌شده‌ای‌ست از سالهای ۱۵۰۳-۱۵۲۵. کتاب‌های چاپی به پس از سال ۱۵۴۷ برمی‌گردند، ولی تا سده ۱۸ این زبان به مرحله ادبی نرسیده بود. پس از شورش ژانویه در ۱۸۶۴ میخائیل مورافیوف روس فرماندار کل لیتوانی آموزش و نشر به زبان لیتوانیایی را ممنوع نمود و بهره‌گیری از الفبای لاتین را نیز بازداشت. با این همه چاپ کتاب به زبان لیتوانیایی در بیرون از مرزها در پروس خاوری و آمریکا پی گرفته‌شد. قاچاقچیان کتاب با اینکه با تهدید زندان روبه‌رو بودند ولی کتاب‌ها را به درون مرز می‌رساندند و اینگونه دست‌مایه‌های لازم را برای ملی‌گرایان فراهم می‌نمودند تا اینکه سرانجام در ۱۹۰۴ منع پیشین برداشته شد.
یوناس یابلونسکیس(۱۸۶۰–۱۹۳۰) همیاری‌های شایانی برای سامان‌دادن و استانداردسازی زبان لیتوانیایی انجام‌داد. از ۱۹۱۸ لیتوانیایی زبان رسمی لیتوانی شد. در زمان چیرگی شوروی بر لیتوانی زبان لیتوانیایی در کنار زبان روسی که زبان رسمی شوروی بود، زبان رسمی لیتوانی ماند، ولی همواره روسی بر لیتوانیایی پیشی داشت.

## طبقه‌بندی
لیتوانیایی یکی از دو زبان زنده بالتی، همراه با زبان لاتویایی، زبان‌های بالتیک شرقی را تشکیل می‌دهند. یک زبان دیگر بالتیک، پروسی کهن در قرن ۱۸ میلادی منقرض شد. زبان‌هایی مانند زبان کوری و زبان یاتوینگی هم بعداً منقرض شدند. برخی نظریه‌ها، به این باورند که زبان‌های بالتیک، خودشان طبقه ای از زبان‌های هندواروپایی هستند. نظریه‌های دیگری هستند که بر این باورند که زبان‌های بالتواسلاوی خود شاخه ای زبان‌های هندواروپایی هستند.

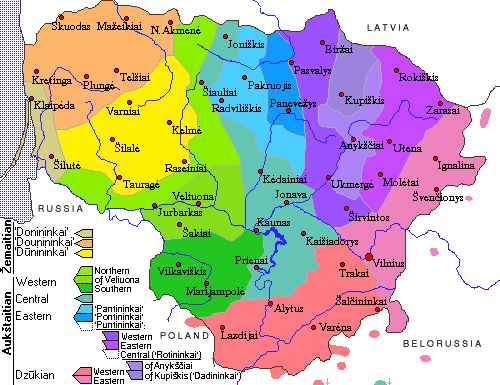
گویش‌های لیتوانیایی

## پراکندگی
به لیتوانیایی در اصل در لیتوانی گفتگو می‌شود. همچنین لیتوانی‌هایی که در روسیه سفید، لهستان و استان کالینیگراد روسیه می‌زیند نیز به این زبان سخن می‌گویند. همچنین گروه‌های کوچنده لیتوانیایی‌زبانی نیز در کشورهای آرژانتین، استرالیا، برزیل، کانادا، استونی، ایسلند، ایرلند، نروژ، روسیه، سوئد، انگلستان، آمریکا، فرانسه و اوروگوئه نیز می‌زیند.
برپایه سرشماری سال ۱۹۹۸ هشتاد درصد مردمان لیتوانی لیتوانیایی‌زبانند، البته دیگر ملیت‌های باشنده این کشور نیز تا اندازه‌ای به این زبان سخن می‌گویند. بر پایه آمار سال ۱۹۹۳ در گستره جهان ۴ میلیون تن به زبان لیتوانیایی سخن می‌رانند.

### وضعیت رسمی
لیتوانیایی زبان رسمی لیتوانی و یک زبان رسمی در اتحادیه اروپا است

### گویش‌ها
زبان لیتوانیایی دو گویش دارد: اوکشتایتیا(لیتوانیایی: Aukštaitija, تلفظ لیتوانیایی: [ɐukʂˈtɐǐ:tʲɪjɐ]) و ژمایتیا (به لیتوانیایی: Žemaitija) (زبان ساموگیتی هم گفته می‌شود). تفاوت‌های بسیاری بین لیتوانیایی استاندارد و گویش ساموگیتی وجود دارد و به این خاطر، برخی از زبان شناسان ساموگیتی را زبانی جدا برای خود می‌دانند. گویش کنونی ساموگیتی میان سده‌های ۱۳–۱۶ میلادی با تأثیر زبان کوری شکل گرفت. گویش‌های لیتوانیایی با مناطق لیتوانی مرتبط اند.
هر گویشی خود زیر شاخه گویش‌های دیگری است. گویش ساموگیتی به گویش‌های غربی، شمالی و جنوبی، و اوکشتایتیا به جنوبی، شرقی و غربی تقسیم می‌شوند.
لیتوانیایی استاندارد از گویش‌های اوکشتایتیای غربی نشات گرفته‌است.

## لیتوانیایی قدیمی
زبان اولین نوشته‌های لیتوانیایی، در قرون ۱۶ و ۱۷، به لیتوانیای قدیمی معروف است و از لحاظ جنبه‌های قابل توجهی با لیتوانیایی‌های امروزی متفاوت است.
علاوه بر تفاوتهای مشخص شده در زیر، اسامی، افعال و صفات هنوز انتهای جداگانه ای برای  عدد دوگانه دارند. دوگانه امروز در برخی از گویش‌ها ادامه دارد. به‌طور مثال:
| Case    | "دو دوست خوب"        |
| ------- | -------------------- |
| Nom-Acc | dù gerù draugù       |
| Dat     | dvı̇́em gerı̇́em draugám |
| Inst    | dviem̃ geriem̃ draugam̃ |

### تلفظ
حروف صداداری مانند ą, ę, į, ų همچنان به صورت بلند خوانده می‌شدند برخلاف لیتوانیایی امروزی که به صورت حروف طولانی دهانی خوانده می‌شوند.

## آواشناسی
لیتوانیایی دارای ۱۲ واکه است:
| حرف بزرگ | A    | Ą  | E    | Ę  | Ė  | I | Į  | Y  | O    | U | Ų  | Ū  |
| حرف کوچک | a    | ą  | e    | ę  | ė  | i | į  | y  | o    | u | ų  | ū  |
| IPA      | ɐ ɐˑ | ɐˑ | æ æˑ | æˑ | eˑ | i | iˑ | iˑ | oˑ o | u | uˑ | uˑ |

همخوان‌های لیتوانیایی ۲۰ تا هستند:
| حرف بزرگ | B | C  | Č | D | F | G | H | J | K | L | M | N | P | R | S | Š | T | V | Z | Ž |
| حرف کوچک | b | c  | č | d | f | g | h | j | k | l | m | n | p | r | s | š | t | v | z | ž |
| IPA      | b | ts | ʧ | d | f | ɡ | ɣ | j | k | l | m | n | p | r | s | ʃ | t | ʋ | z | ʒ |

همچنین برای نمایش صدای خ از ch سود برده می‌شود.
نمایش چیدمان الفبایی لیتوانیایی:
| A | Ą | B | C | Č | D | E | Ę | Ė | F | G | H | I | Į | Y | J | K | L | M | N | O | P | R | S | Š | T | U | Ų | Ū | V | Z | Ž |
| a | ą | b | c | č | d | e | ę | ė | f | g | h | i | į | y | j | k | l | m | n | o | p | r | s | š | t | u | ų | ū | v | z | ž |

## نمونه‌های زبانی
- iki :بدرود (غیر رسمی)
- prašau (پراشاو) :خواهشمندم
- ačiū (آچ‌یو) :سپاسگزارم
- taip (تائیپ) :آره
- ne :نه
- ‎Kur yra? (کور ایرا) :کجا؟
- arbata :چای